# インドネシア文化

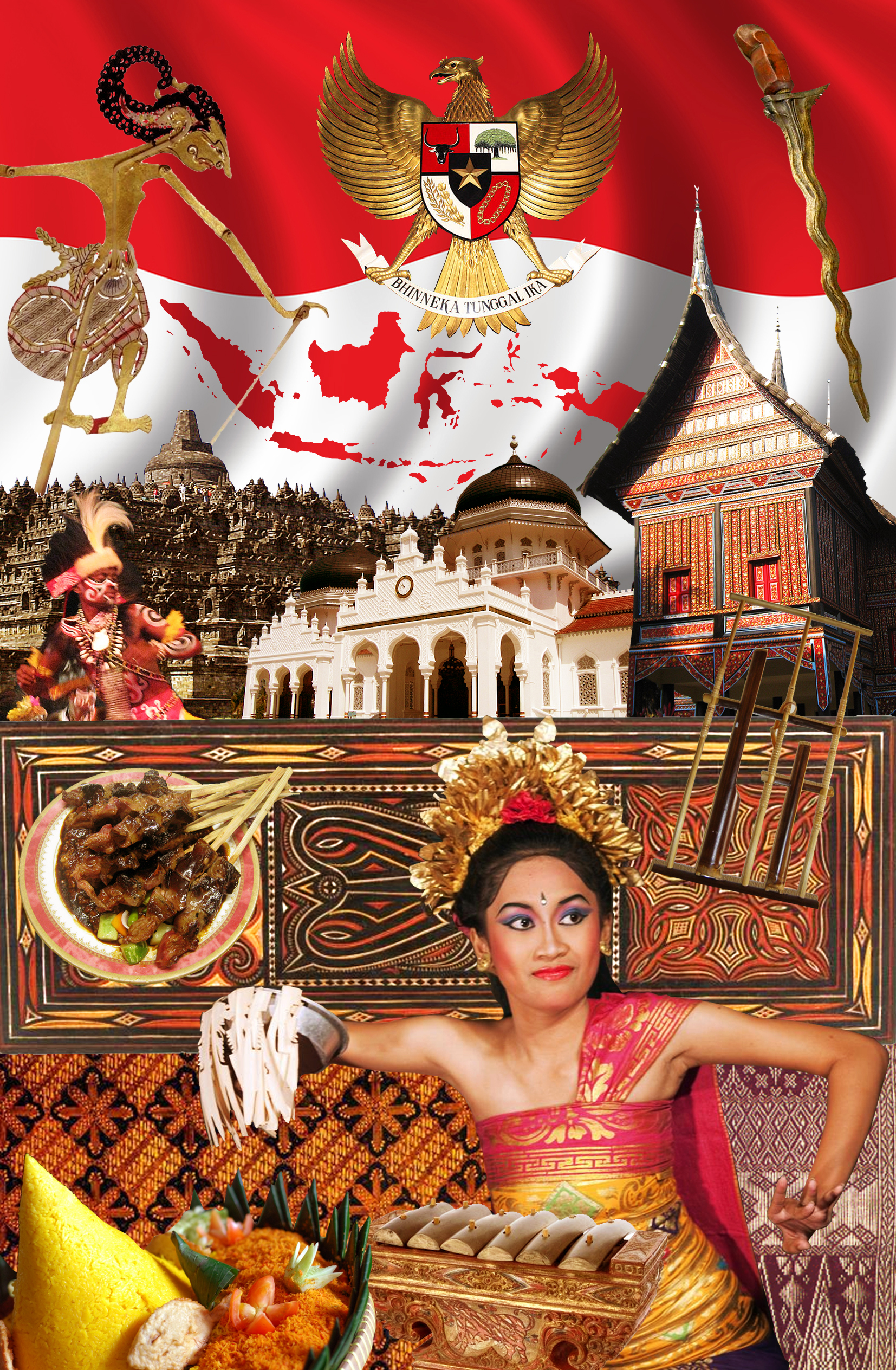
インドネシア文化

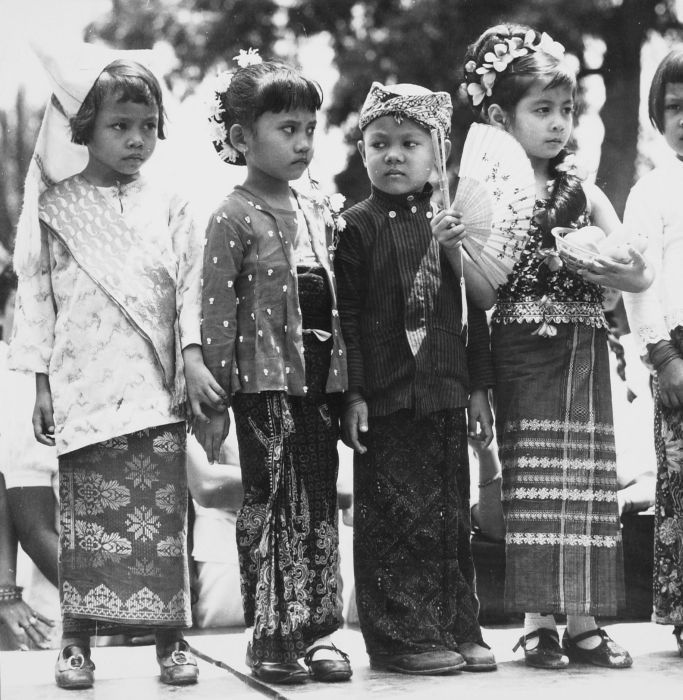
民族衣装を着たインドネシアの子供達。

インドネシア文化は土着の習慣に外国からの影響を受けて長年の間に発展した。インドネシアは東アジアと中東を結ぶ古代通商航路の要衝であり、長い間の文化交流の結果、ヒンドゥー教、仏教、儒教、イスラーム教などの強い影響を受けた文化がうまれた。元々の土着文化とは全く異なる複雑な文化が生まれた。
文化融合の例として、ジャワ島のアバンガン教に見られるイスラーム教とヒンドゥ教の融合、ロンボク島のボダ教に見られるヒンドゥー教・仏教・アニミズムの融合、とダヤク族のカハリンガンに見られるヒンドゥー教とアニミズムの融合などがある。
芸術の分野でもこのような文化融合が見られる。伝統的な人形劇のワヤン・クリはジャワ島の村人達の間にヒンドゥ教やイスラム教の布教する媒体として使われていた。ジャワやバリ舞踊には古代仏教やヒンドゥー王国をテーマにした物がある。スマトラ島でも特にミナンカバウやアチェではイスラムの美術や建築様式が見られる。プンチャック・シラットという武術は土着美術、音楽、とスポーツが融合してできた物。
西洋文化はテレビ番組、映画、音楽などの娯楽や政治制度に大きな影響を与えた。庶民的なインドネシアポップ音楽のダンドゥットはインドのリズムにアラブやマレー民族音楽が混じり合ってできた物。
インドネシアの僻地には、まだ外国文化影響を受けずに先住民の文化を守っている地域がある。ムンタワイ族、アスマト族、ダニ族、ダヤク族、トラジャ族などは未だに伝統的な衣装を着て、儀式や習慣を守っている。

## 伝統舞台芸術

### 音楽

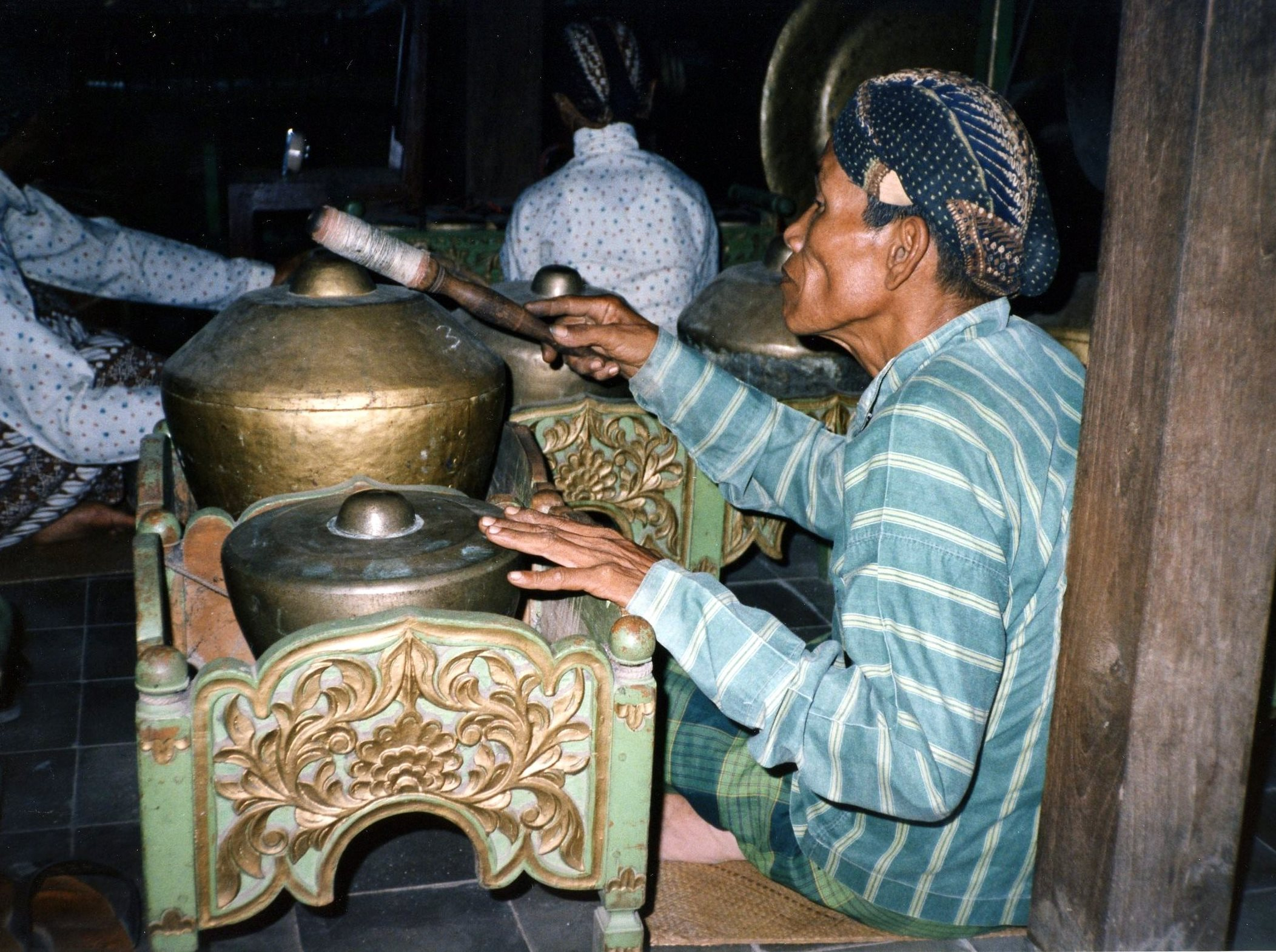
ジョグジャカルタのガムランの演奏者。

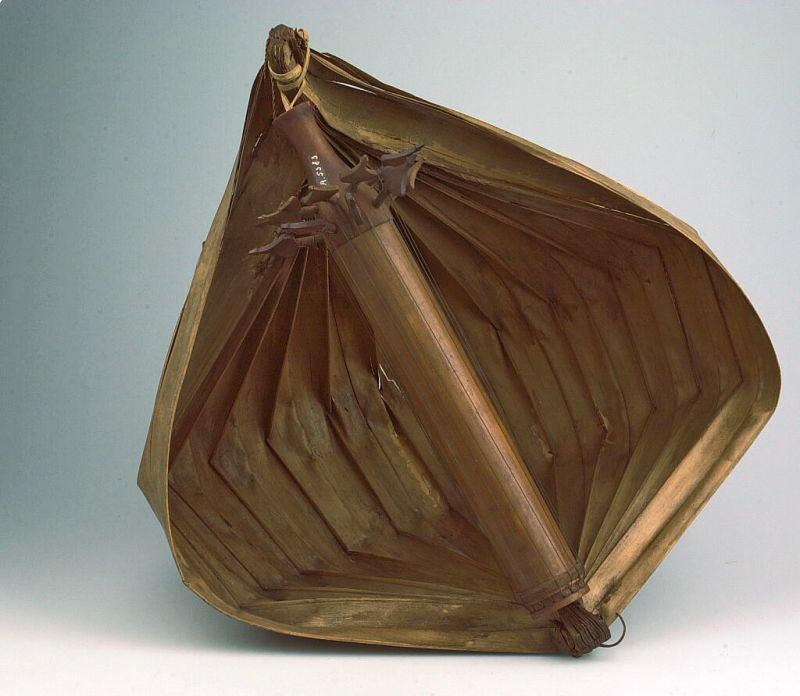
ササンドゥ

インドネシアには様々な民族音楽がある。レコード会社に所属する有名な演奏者もいて、特にジャワ島とバリ島のガムランアンサンブルや北スマトラ州のゴルダン（ゴンダン）と西スマトラ州のモダンミナン音楽が有名。
1960年代前半、スカルノ政権は西洋音楽と社交ダンス禁止命令を出し、国民的人気ポップバンドのクス・プルスは西ジャカルタのグロドッ刑務所に投獄された。スカルノ政権打倒後、西洋音楽の演奏禁止令は取り下げられた。
クロンチョンは打楽器は使用されず、フルートとヴァイオリン、チェロ、ギター、ベースなどの弦楽器だけでリズムを作るのが特徴。15世紀のポルトガル商人の音楽から発展した大衆音楽ジャンルである。現在でもモルッカ諸島のクロンチョンと北ジャカルタのトゥグ村のクロンチョントゥグには15世紀のポルトガル音楽の影響が見られる。クロンチョンは20世紀前半に流行した。ポップ音楽の影響を受けたクロンチョンはポップ・クロンチョンと呼ばれる。
インドネシアでは様々な珍しい楽器があり、竹で作ったアンクルンはユネスコの無形文化遺産に登録された。ロテ島にはササンドゥという白いロンタール（棕櫚椰子）の葉で作ったハープのような楽器もある。

### インドネシアの舞踊

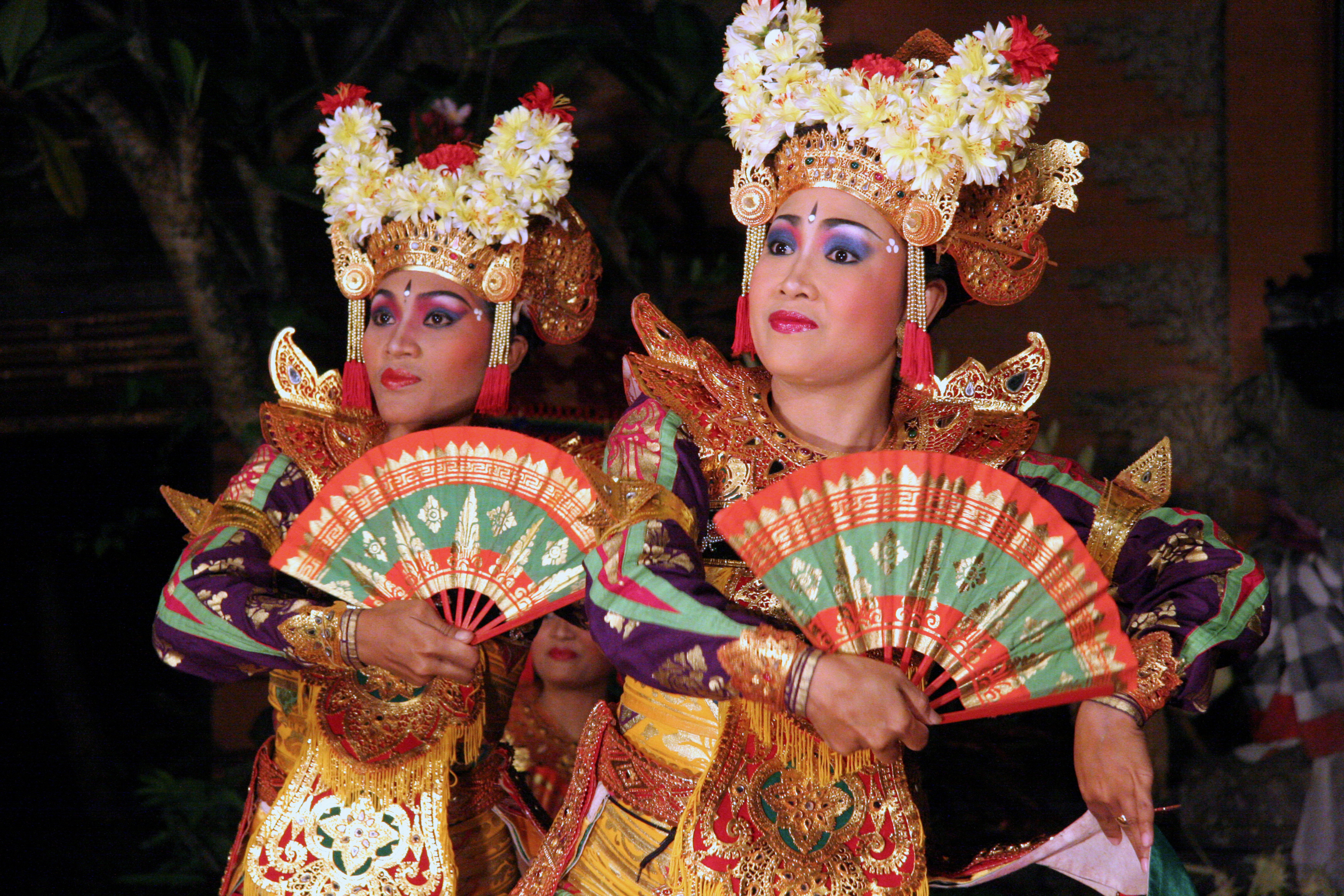
一組のレゴンダンサー

インドネシアの舞踊は、その国家を構成する民族の多様性を反映している。オーストロネシア民族舞踊とメラネシア民族舞踊の様式が見られるがインド、中国、中東などのアジア近隣諸国や植民地時代の西ヨーロッパの影響も見られる。各民族には独特の舞踊があり、合計3,000種類以上を数える。インドネシア舞踊の歴史は先史時代、ヒンドゥー・仏教時代、イスラーム時代の三つの時代に区分され、宮廷舞踊と大衆舞踊の二つのジャンルがある。
インドのラーマーヤナとマハーバーラタを題材にした伝統舞踊がタイやバリの舞踊にも取り入れられている。ジャワ舞踊にはスラカルタ王宮を中心に発展したものと一般大衆が独自に創作した舞踊がある。

### 演劇
ジャワ、スンダ、バリのワヤン人形劇ではインドの神話伝説ラーマーヤナやマハーバーラタを題材して演じられる。ワヤン・オランはワヤン・クリの題材を人間が演じる物。
ジャワの伝統芸能としてルドゥルッやクトプラッという喜劇がある。スンダの喜劇はサンディワラ、ブタウィの喜劇はレノン（Lenong）と呼ばれる。
ミナンカバウのランダイは音楽、舞踊、演劇とプンチャック・シラットの要素を取り入れた総合芸術である。ミナンカバウの神話、歴史と男女の物語を題材にする。